# 安天白
安天白（1909年—1989年），本名安元，字念慈，江苏无锡人，新四军干部，锡南地区负责人。解放后调任陕西省人民检察署咸阳专区分署任副检察长。

## 简介
1939年，加入中国共产党。
1940年8月31日，江抗锡南办事处在无锡南乡成立，主任安天白。1945年4月21日，苏浙军区第一纵队党委正式宣布成立，安天白任天目山办事处主任。1947年5月，参加孟良崮战役。